# Hypoestes cancellata
Hypoestes cancellata là một loài thực vật có hoa trong họ Ô rô. Loài này được (Willd. ex Nees) Nees mô tả khoa học đầu tiên năm 1847.